# Agapit (Goratchek)
Agapit (vlastním jménem: něm. Alexander Goratchek, čes. Alexander Horáček, ruš. Александр Владимирович Горачек; 25. září 1955, Frankfurt nad Mohanem – 28. května 2020) byl ruský duchovní Ruské pravoslavné církve v zahraničí, biskup stuttgartský a vikář berlínské eparchie.

## Život
Narodil se 25. září 1955 ve Frankfurtu nad Mohanem, ruským emigrantům. Jeho dědeček byl Čech, který pracoval jako inženýr v Rusku. Otec Vladimir Jaromirovič Goratchek (1916—1981), byl dlouholetým ředitelem nakladatelství. Ve svém rodném městě navštěvoval gymnázium. Studoval fakultu architektury Technické univerzity Darmstadt ale tyto studia musel opustit z důvodu přijetí mnišství.
Roku 1979 se připojil k bratrům v monastýru přepodobného Joba z Počajiva v Mnichově. Dne 29. března 1983 byl postřižen na monacha.
Dne 25. prosince 1983 byl rukopoložením vysvěcen na hierodiakona a 8. dubna 1991 na jeromonacha.
Roku 1995 by povýšen na igumena a roku 1998 mu byl udělen kříž s ornamenty.
Svěřený monastýr vedl v řádu poslušnosti.
Dne 20. října 2000 rozhodl synod RPCvZ o svěcení otce Agapita.
Dne 1. května 2001 proběhla jeho biskupská chirotonie na biskupa Stuttgartu a vikáře berlínské eparchie.
Dne 13. července 2017 jej Archijerejská rada Ruské pravoslavné církve v zahraničí povýšila na arcibiskupa.
Zemřel 28. května 2020 na srdeční chorobu. Pohřben byl na Ruskem hřbitově ve Wiesbadenu.